# 村田元 (益子焼の陶芸家)
村田 元（むらた げん、本名「悥」、1904年（明治37年）8月5日 - 1988年（昭和63年）3月8日）は日本の栃木県芳賀郡益子町の「益子焼」の陶芸家である。

## 生涯

### 生い立ち
1904年（明治37年）8月5日、石川県河北郡浅川村（現・金沢市）の豪農の次男として生まれた。
1907年（明治40年）、婿養子であった父親の放蕩が原因となり3歳の時に両親が離婚。実母は再婚を望まれたため離れ離れになってしまい、幼少期は母方の祖母の村田よこに引き取られ育てられた。

### 絵画の道へ
1917年（大正6年）、京都の親戚に預けられ、京都の中学校に入学するも、この頃に思い描き始めた画家になりたいという夢と現実との葛藤により粗暴な行動に出ることもあり、翌1918年（大正7年）、中学校を退学。親戚の配慮で京都の日本画家の家に住み込み奉公したが、師の描いた日本画の描画に色を塗る作業であり、洋画を学びたい村田にとって満足できる仕事では無かった。
1922年（大正11年）、京都で新聞配達員となり18歳にして絵画を学びながらの自活を始めた。新聞店の店主が村田を高給で厚遇してくれたため、仕事に精を出した村田は洋画を学ぶための資金を貯めることか出来た。
同年関西美術院に入学し、念願の洋画を学び始める
。その一方で学生の間で発足された「社会主義研究会」に入会した。そして1923年（大正12年）の関東大震災で暗殺された大杉栄の追悼会に出席し警察に検挙されてしまったこともあったという。
1924年（大正13年）、徴兵検査に合格し陸軍砲兵隊に入隊し、2年間の兵役義務を務め1926年（大正15年）に除隊した。

### 社会派画家へ
1928年（昭和3年）、金沢市で親戚であった村田留子と結婚。そして上京し品川区に転居する。そして洋画家として活動する傍ら東京で雑誌編集や挿絵制作に携わるようになる
1929年（昭和4年）、長女・真味が産まれ、三鷹市に転居。そして「朝野方夫」をペンネームとして「共産主義者同盟戦旗派」の「戦旗社」によって刊行された小林多喜二著の改訂版『蟹工船』の装丁や雑誌『オルグ』の挿絵などを手掛ける。また本名の「村田悥」でも装丁を手掛けていた。そしてこの頃、借家の家賃の支払いが難しくなり、吉祥寺の林にあった別荘の離れを借りて住むようになる。そして大宮昇、真垣武勝、豊田秀造たちと知り合い、また「戦旗社」の活動を通して江口渙、藤原惟人、中野重治、壷井繁治、壷井栄、佐田稲子などの社会派文人たちとも知り合うようになる。
そして日本プロレタリア美術家同盟、前衛芸術家連盟の一員として雑誌『戦旗』などに挿絵を載せながら、その編集にも従事するようになり、1930年（昭和5年）5月20日には検挙されてしまったが、その一方で同年に開催された第3回「プロレタリア美術大展覧会」には「立禁反対」を出品し好評を得た。こうして生活は苦しいながらも創作活動は充実し始めた。
1935年（昭和10年）、杉並区に転居し長男・戸室が産まれ、1937年（昭和12年）、中野区に転居し次男・遙が産まれる。そして日中戦争で徴兵され中国へ出征し、1940年（昭和15年）、中国から帰還した後、新日本美術連盟に常任理事として参加。また南洋経済研究所で雑誌『南洋経済』の編集に従事した。

### 「焼き物」の道へ
「益子焼」の存在は1934年（昭和9年）、東京上野松坂屋で開催された「現代日本民窯展」で知っており、この時には佐久間藤太郎の湯呑みを購入していた。
そして1943年（昭和18年）、日本橋高島屋で行われていた濱田庄司と河井寛次郎の展覧会を観に行った時に、濱田の作品を観て大いに感動した。この年に三男・浩が生まれていたが、「今の内にやれることをやらなければ」という思いに駆られ、当時の仲間たちから「どうせやるなら一番立派な人を先生に選べ」と背中を押され、そして終戦直前の東京での絵画の仕事に見切りを付けたのもあり、「焼き物」をやるべく1944年（昭和19年）、戦中の物資欠乏の最中に益子を訪れ何の伝手も無いままに弟子入り志願をしてきた村田に濱田も心を動かされ入門を許し、齢40にして家族と共に益子に転居し濱田に入門、「焼き物」を一から学んでいった。
始めは益子駅前の旅館・田原屋から濱田窯へ通い、大塚勇宅に一時期間借りした後、古い農家を移築し住居とし、質素な生活を始めた。
ところが1945年（昭和20年）、41歳にして太平洋戦争のため「3度目の徴兵」となり石川県金沢市へ入営した。しかしその3ヶ月に終戦を迎え、幸いにも無事帰還した。
こうして戦中戦後の混乱期の中の苦労の中、1948年（昭和23年）に濱田から独立した。濱田の助言により自宅に蹴り轆轤を据え付け作陶活動に入ったものの、自分の窯を持たなかったため、佐久間窯や円道寺窯他に焼成してもらっていた。リアカーで作品を運んでは凸凹道で揺れ、作品が落ちて割れ、大いに悔しがり、また自分の細工場も持たなかったため、乾燥の過程で冬の寒さで作品が凍り、全部ダメになってしまった事もたびたびあったという。
そして1951年（昭和26年）に素焼き用の窯を築いたが、まだ本焼きは近所の窯元に依頼しており作品運搬の日々は続いた。
その一方で1953年（昭和29年）7月、濱田窯に作陶にやってきたバーナード・リーチから、英国風のピッチャーや花瓶の作陶、そしてリーチ流の把手の形や付け方を直前教授してもらい、その技術は後々まで村田の得意な作陶技術の一つとなった。

### 本焼き登窯の築窯
こうして益子にやってきてから10年後の1954年（昭和29年）に、50歳にしてようやく益子の北郷谷に本焼き用の登窯を築窯した。
そして数多くの展覧会への出品や個展の開催を通じて、まずは東京などの首都圏で認められ、それから栃木県でも認められるようになっていったという。
師である濱田からは「いいものよりも面白いものを作るようやったらいい」と口癖のように教えられた。そして濱田は技術的な事は教えず、いつも見守っていてくれた。。その一方で濱田は「絵を描いてはいけない」と教え、まずは土の作品である陶芸の本質に目を向けさせ、村田はそれに従い得意の絵画を封印し、終生陶器作品に絵付けをすることなく、益子の土を益子の伝統的な釉薬である並白釉、糠白釉、鉄砂などで彩る、伝統的な益子焼らしい陶作活動を通して美の本質を現していった。
そして1984年（昭和59年）11月2日、81歳で「益子焼を単なる民芸ブームで終わらせることなく、名を高めさせた功績は大きい」として、栃木県教育委員会から栃木県文化功労者として表彰され、栃木県文化功労章を受章した。
1988年（昭和63年）3月8日、肺炎のため逝去した。享年83。

## 家族
三男に、東芝のガラス技術者勤務を経て、父親である元に師事し、父親と同じく益子焼の陶芸家となった村田浩がいる。

## 弟子
- 薄田浩司
- 村田浩
- 吉澤靖夫[28]

## 関連文献
- 益子焼村田元作品集刊行委員会『益子焼 村田元作品集』同時代社、1989年11月。ISBN 9784886832207。
- 村田元,勝矢桂子 著、横堀聡,小堀由美子 編『生誕100年 村田元展 －土に宿る力－ 図録』益子町文化のまちづくり実行委員会,益子陶芸美術館、2004年7月。 NCID BA71323422。国立国会図書館サーチ：R100000002-I029207304, R100000001-I09111102300655。